# Synagoge (Flieden)

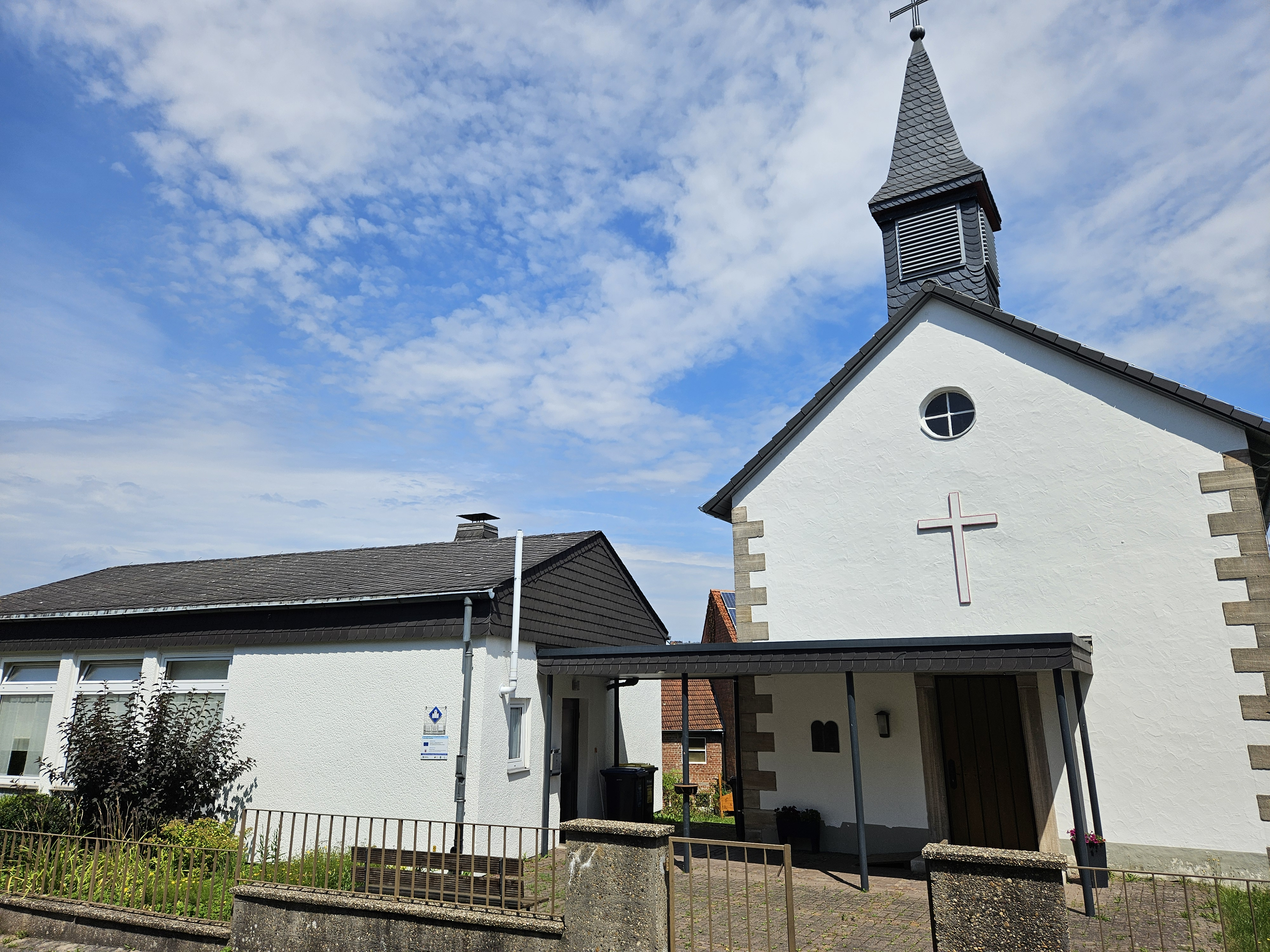
Außenansicht mit Gemeindehaus (2024)

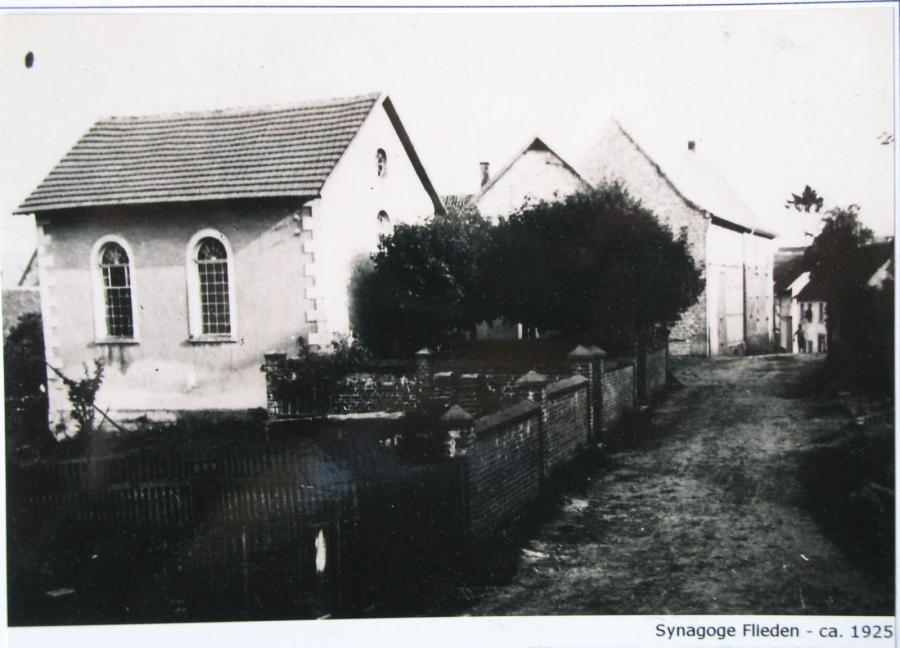
Synagoge in Flieden (um 1925)

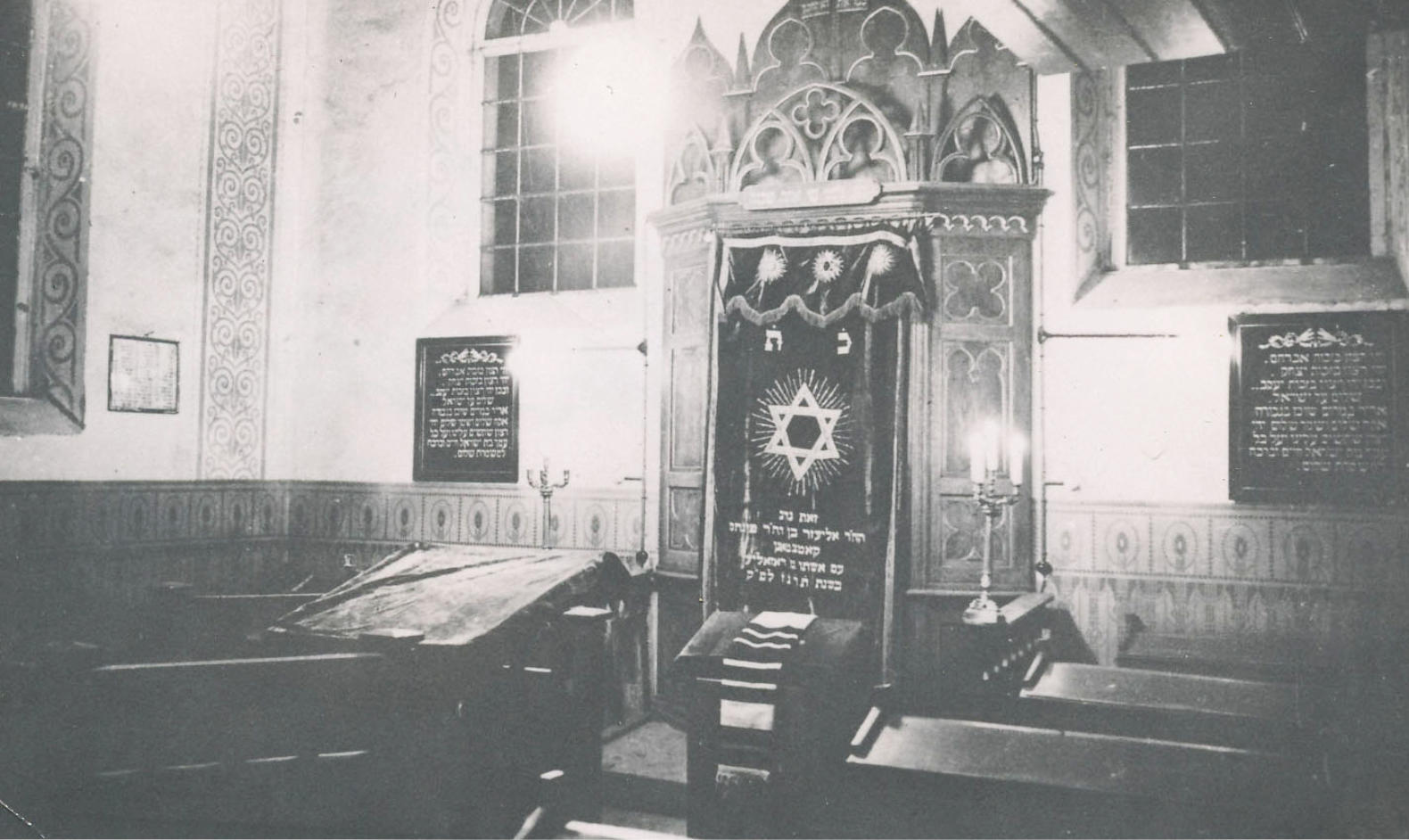
Innenraum der Synagoge (um 1920)

Die Synagoge und heutige evangelische Kirche in Flieden, einer Gemeinde im Landkreis Fulda (Hessen), war von 1870 bis 1938 die Synagoge des Ortes. Heute gehört sie als Kirche zur Kirchengemeinde Flieden-Neuhof im Kirchenkreis Fulda im Sprengel Hanau-Hersfeld der Evangelischen Kirche von Kurhessen-Waldeck.

## Geschichte

### Erste Synagoge
Eine erste Synagoge in Flieden befand sich auf einem Grundstück am Eingang der Hinzergasse, das nachweislich seit 1617 in jüdischem Besitz war. Dieses Gebäude entwickelte sich zum Mittelpunkt des jüdischen Gemeindelebens in Flieden. Es beherbergte neben der Synagoge auch eine Religionsschule und spätestens im 18. Jahrhundert ein rituelles Bad (Mikwe). In der ersten Hälfte des 19. Jahrhunderts war das rituelle Bad jedoch in so schlechtem Zustand, dass die jüdischen Frauen aus Flieden stattdessen die Mikwe in Neuhof nutzten. Im Februar 1864 wurde die Nutzung des Bades in Flieden schließlich behördlich untersagt.

### Neubau der Synagoge
Im Jahr 1870 die neue Synagoge erbaut. Da die kleine jüdische Gemeinde, die damals nur aus 9 Mitgliedern bestand, die Kosten nicht alleine aufbringen konnte, wurde im Juni 1870 in der Zeitschrift "Der Israelit" ein Spendenaufruf veröffentlicht. Darin heißt es, der Bau sei bereits "ziemlich weit vorangeschritten und in die Höhe gebracht worden", es fehle aber noch Geld für den Innenausbau. Die neue Synagoge bot insgesamt 78 Plätze (48 für Männer, 30 für Frauen).
Nach dem Bau der neuen Synagoge wurde das Gebäude der alten Synagoge abgebrochen. An seiner Stelle errichtete man 1876 ein neues jüdisches Schulhaus, in dem sich auch eine Lehrerwohnung und ein rituelles Bad befanden. 1878 konnte darin eine jüdische Elementarschule eröffnet werden, die teilweise auch von jüdischen Kindern aus Neuhof besucht wurde. Die Schule bestand bis zu ihrer Schließung am 31. Dezember 1931. Das rituelle Bad wurde bis zur Auflösung der jüdischen Gemeinde genutzt.
Beim Novemberpogrom 1938 wurde die Synagoge geschändet und die Inneneinrichtung mit Äxten zerstört. Das Gebäude selbst blieb jedoch erhalten.

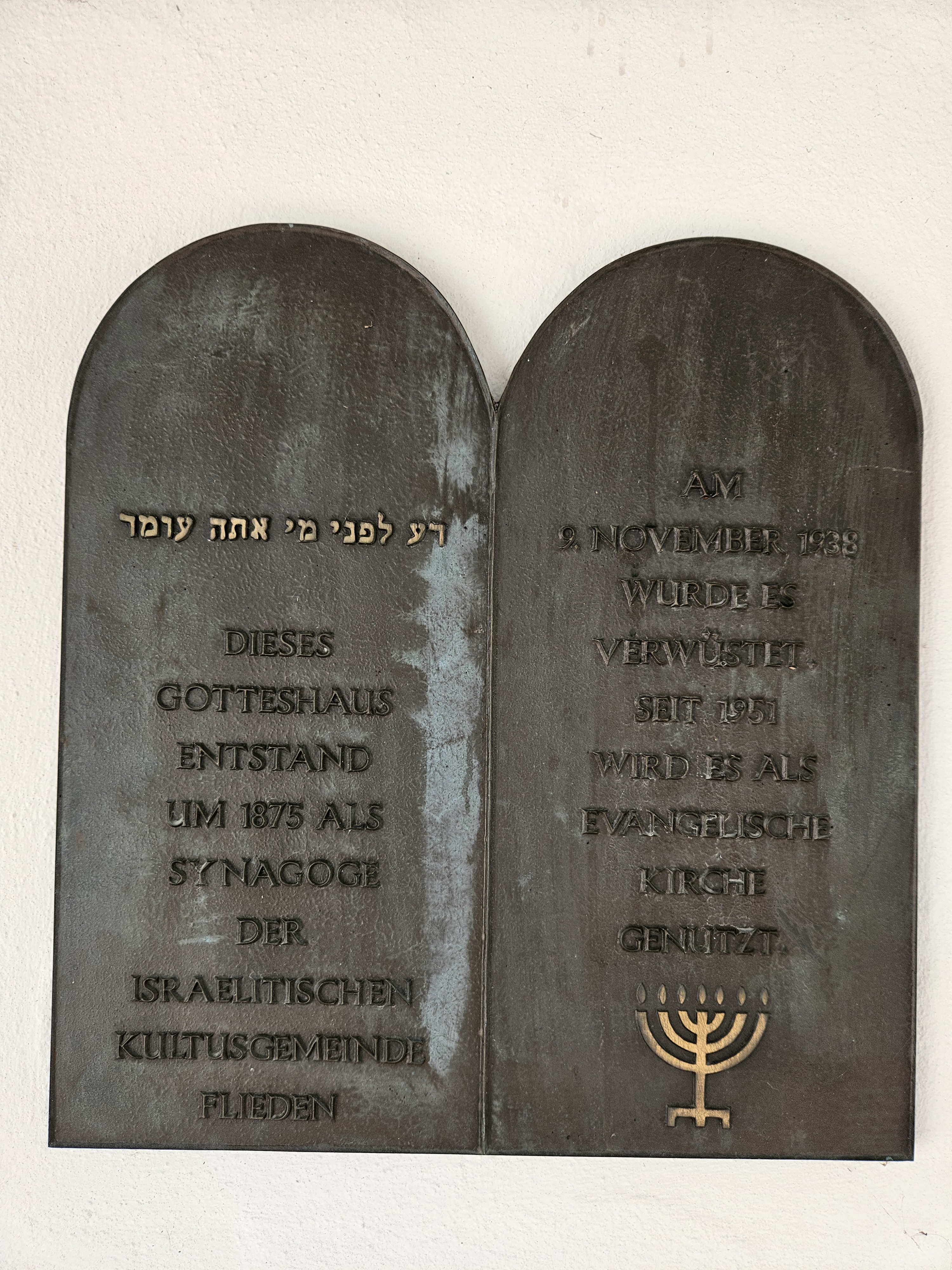
Gedenktafel an Synagoge (2024)

### Evangelische Kirche
Nachdem durch Zuzug von Heimatvertriebenen eine evangelische Gemeinde entstanden war, wurde das ehemalige Synagogengebäude in den Jahren 1960 und 1951 zu einer evangelischen Kirche umgebaut. Dabei erhielt die ehemalige Synagoge unter anderem eine Kirchenausstattung und einen Dachreiter. Die Einweihung erfolgte im September 1951, womit diese Kirche im Vergleich zu den meist jahrhundertealten Kirchengebäuden sehr jung ist.
Der Umbau zur Kirche erfolgte maßgeblich durch die evangelischen Flüchtlinge, die nach dem Krieg nach Flieden kamen. Trotz ihrer bescheidenen Mittel schufen sie mit viel Eigenleistung und Engagement einen Ort für Gottesdienst und Gemeinschaft. Zeitzeugen berichten, wie selbst Konfirmanden nach dem Unterricht beim Säubern von Mauersteinen halfen. Im Untergeschoss wurde ein Jugendraum eingerichtet, der über Generationen hinweg genutzt wurde. Die Ausstattung der Kirche spiegelt die Entstehungszeit und die begrenzten finanziellen Möglichkeiten wider. So wurde beispielsweise im Altarbereich schwarzer Linoleumboden verlegt. Am Eingang wurde ein Windfang angebaut.
Nach über 70 Jahren Nutzung als evangelische Kirche zeigten sich deutliche Abnutzungserscheinungen. Der Linoleumboden war verschlissen, der Windfang renovierungsbedürftig und die letzte Innenrenovierung lag bereits 28 Jahre zurück.
Im Jahr 2014 wurde deswegen ein Förderverein gegründet, der 2018 eine umfassende Renovierung des Gebäudes verantwortete. Dabei wurden Fenster des Glasmalers Barney Zeitz eingesetzt, die an die frühere Nutzung erinnern. Insgesamt wurde die komplette Kirche neugestaltet, wobei die Erinnerung an die jüdische Vergangenheit wieder einen Stellenwert bekam.

## Ausstattung

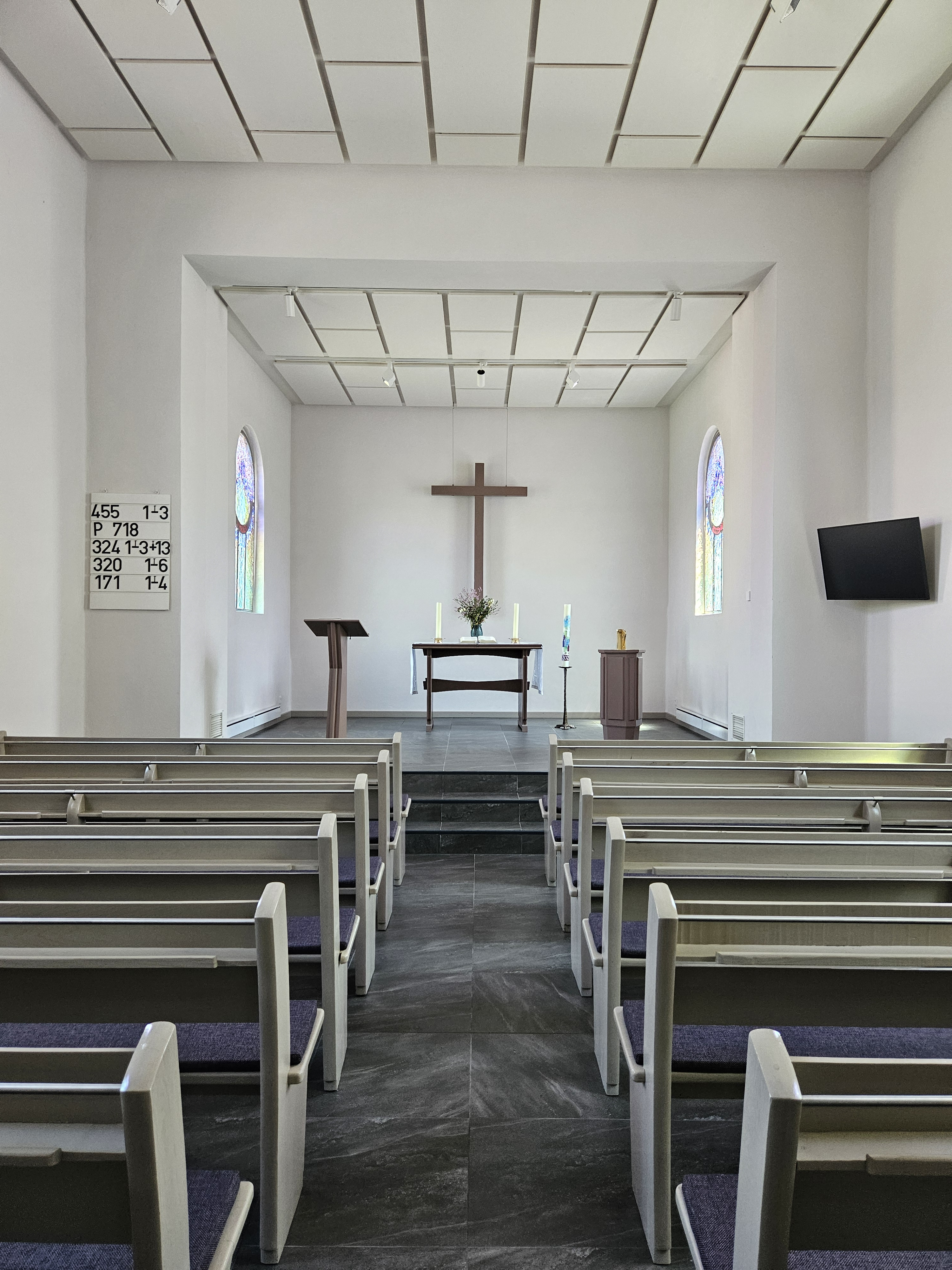
Kirchenraum (2024)

Die heutige evangelische Kirche in Flieden besitzt eine sehr schlichte Innenausstattung. Die Prinzipalstücke (Altar, Taufort, Ambo) stammen aus der Gründungszeit der evangelischen Gemeinde und werden durch ein modernes, schlichtes Holzkreuz ergänzt. Der Boden ist schwarz gefließt und für die Gemeinde stehen Kirchenbänke zur Verfügung. Auf einer kleinen Empore finden sich auch noch einige Plätze und eine elektronische Orgel.
Durch die schlichte Ausstattung fällt der Blick auf die im Jahr 2018 von Barney Zeitz neugestalteten Fenster. Das Motiv der vier Fenster im Kirchenschiff wiederholt sich und zeigt die "Völkerwallfahrt zum Zion", eine große Masse, die einen Berg hinaufzieht. Dieses Motiv basiert auf einer der großen Friedensvisionen der Propheten des Alten Testaments. Das Thema aller Fenster ist der Aaronitische Segen, der sowohl im evangelischen Gottesdienst als auch in der Synagogenfeier gesprochen wird: "Der HERR segne dich und behüte dich. Der HERR lasse sein Angesicht leuchten über dir und sei dir gnädig. Der HERR hebe sein Angesicht über dich und gebe dir Frieden." Dieser steht auf der linken Seite in Deutsch und auf der rechten Seite in Hebräisch geschrieben. Die Fenster 1 und 2 am Eingang haben das Thema Aufbau und Segen, die Fenster 3 und 4 in der Mitte, Zerstörung und Gnade und die Fenster 5 und 6 im Altarraum handeln von Versöhnung und Frieden.